# 林将英
林 将英（はやし まさひで、1897年（明治30年） - 1961年（昭和36年））は、日本の政治家。長野県岡谷市長。

## 来歴
長野県諏訪郡平野村（現岡谷市）生まれ。長野県立諏訪中学校（現長野県諏訪清陵高等学校）卒業。1915年（大正4年）から家業の製糸業に従事。1917年（大正6年）一年志願兵として歩兵第50連隊に入隊し、1930年（昭和5年）陸軍中尉に進んだ。経営困難に陥った山一林組製糸の経営再建に乗り出し軌道に乗せた。このほか、共栄製糸など諏訪地方の複数の中小製糸会社の社長を歴任。
1927年（昭和2年）3月、平野村助役となり1933年（昭和8年）3月まで在任。同年4月、平野村会議員となり1936年（昭和11年）3月まで務めた。
1947年（昭和22年）に施行された初の公選による岡谷市長選挙で当選し、同年4月に就任。1949年（昭和24年）3月、病気により任期途中で辞職した。在任中は消防本部の設置、学制改革による新制中学校、新制高校の開校などに尽力した。